# Lanistes neavei
Lanistes neavei es una especie de molusco gasterópodo de la familia Ampullaridae en el orden de los Mesogastropoda.

## Distribución geográfica
Se encuentra en República Democrática del Congo y Zambia.